# Сосруко (міфологія)

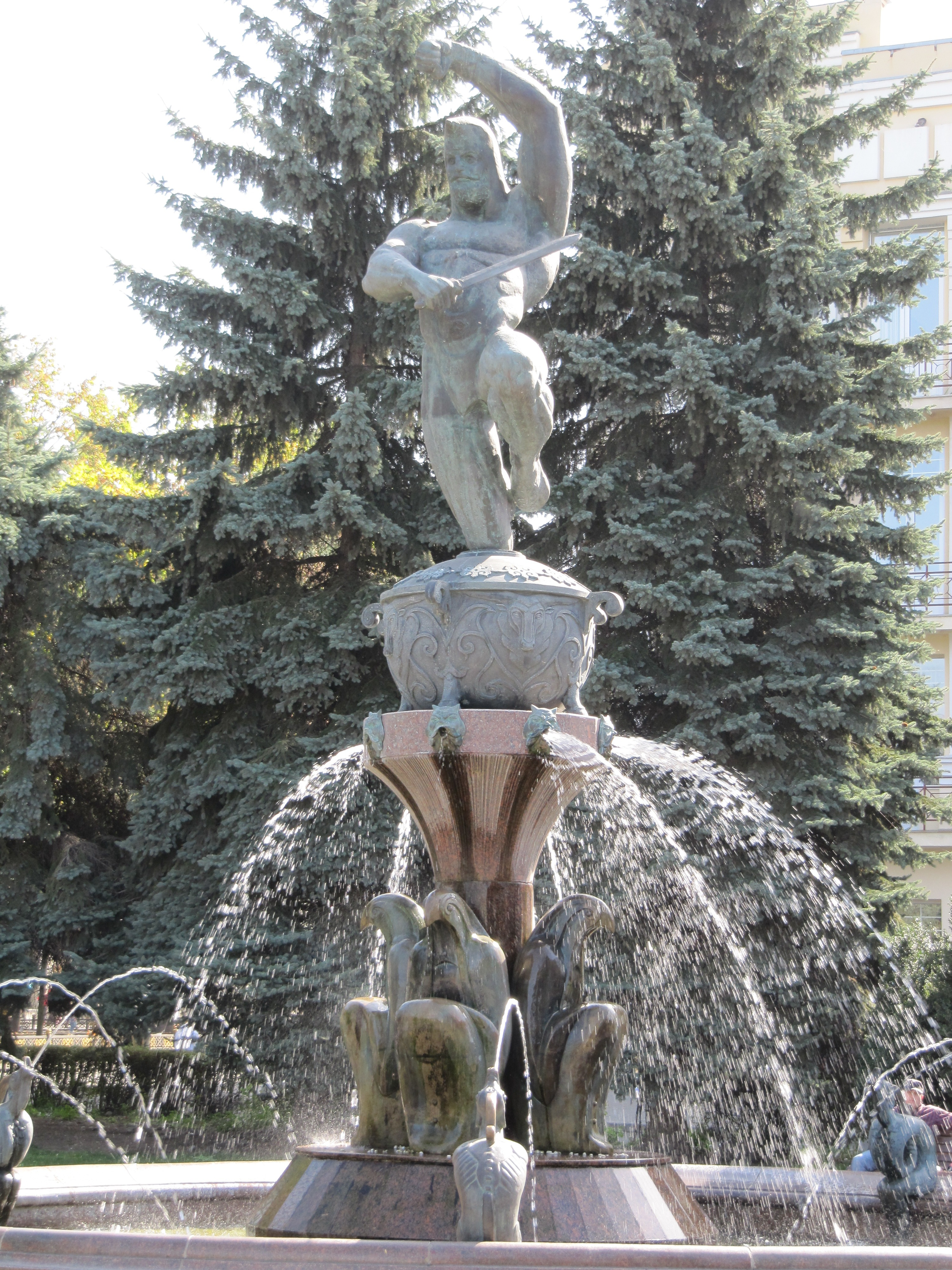
Фонтан «Танцюючий Сослан на чаші Уацамонга», Владикавказ

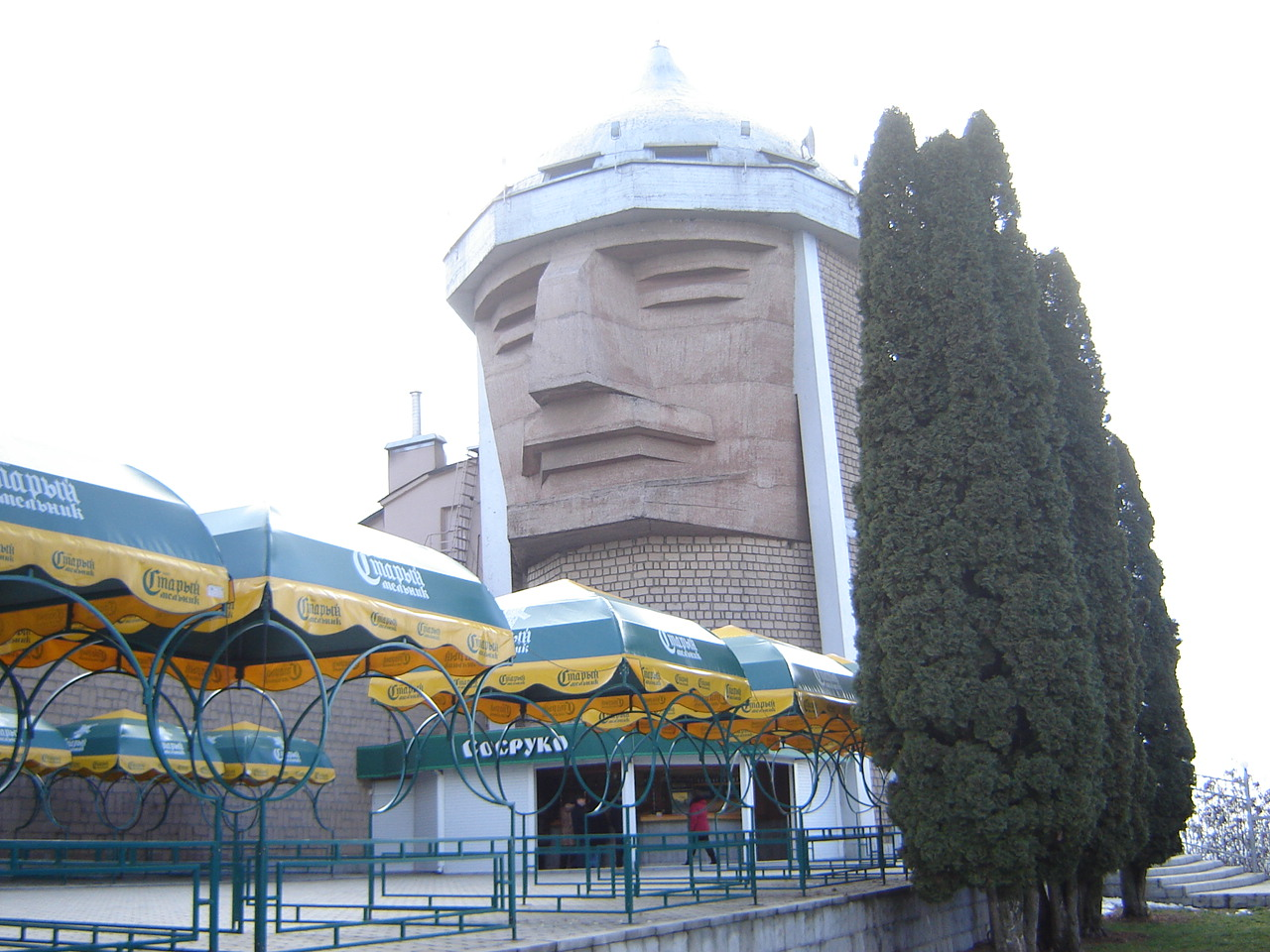
Ресторан Сосруко в Нальчику

Сосла́н, Сосуру́к или Сосруко́ (ос. Сослан, кабард. Сосрыкъуэ
, карач.-балк. Сосурукъ (Сосуркъа)) — богатир, герой нартського епосу. Сослан був народжений з каменю, який запліднив пастух, якого охопила пристрасть до Шата́ни.

## Етимологія
Ім'я Сослан має тюркське походження, пор. ног.  Suslan-  «мати грізний вигляд»,  suslə  «похмурий, грізний». Сосрыкъуэ з кабардино-черкеського буквально перекладається як «Сос з роду сіраків», де Сос ймовірно ім'я, сир-адизька назва сарматів-сіраків, Къуэ — з адигського «син, виходець». До наших днів у адигів існує рід Срыкъуэ (Срукови), що перекладається як «з роду Сіраків». Сіраки — сарматське плем'я, кочували з I століття до н. е. в приазовських степах на північ від річки Кубань. Як до, так і після приходу сіраків ці території населяли меоти — прямі предки адигів. 49 рік н. е. — сіраки і частина меотів (предків адигів) воювали на боці Мітрідата VIII, проти римських легіонів і кінної дружини аорсів. Сіраки, очолювані царем Зорсіном, були розгромлені, столиця Успа зруйнована. Втративши союзників, Мітрідат VIII здався на милість царя аорсів Евнона.
Ймовірно, менша частина сіракыв на початку нашої ери була ассимилированию меотами.
У своїй статті «До етногенезу адигів» П. У. Аутло, зробив нижченаведений висновок:
|  | Асиміляція відбулася природно-історичним шляхом, а не шляхом завоювання сіраків меотами або навпаки завоювання меотів сіраками…. в антропологічному відношенні брахікранні сіраки мали істотний вплив (шляхом змішаних шлюбів) на східних адигів-кабардинців, а західні Адигеї зберігають доліхокранний європеоїдний тип… |

У своїй книзі «Стародавнє золото Кубані» Н. В. Анфимов, також зробив висновок, що в I ст. до н. е. відбулося вклинювання сіраків в меотське середовище, які осіли серед аборигенного населення. Але будь-якої зміни культури не відбулося. Панівною залишалися меотська культура і меотська мова. Сіраки були асимільовані меотами.
За іншою версією ім'я Сосрыкъо(Сосрикуе) в адигському нартському епосі є таким же ім'ям як і Бадынокъо(Бединокуе). Ім'я нарта Бединокуе згідно нартського епосу, походить від імені батька нарта-Бадин + адигська приставка Къо- «Син», що буквально перекладається як син Бадина ким він і є. За аналогією Сосрикуе адигською мовою може просто означати-син Соса. За однією з версії нартського епосу, батька Сосруко звали Сосаг.

## Міфологія
В осетинських переказах Сослан народився з каменю, який було запліднено пастухом (за іншим варіантом — Уастирджі або Сосаг-Алдаром) при вигляді оголеної Сатани на березі річки. Коваль Курдалагон розбив камінь і звідти вийняли немовля. Сатана дала йому ім'я і виростила його.
Вирішивши стати непереможним, Сослан зажадав, щоб його загартували. Розпеченого на дубових вугіллі Заслана Курдалагон кинув в колоду (з вини Сирдона вона виявилася короткою), наповнену вовчим молоком. Тіло Заслана до колін перетворилося в чистий булат, а коліна залишилися уразливі. Одного разу, рятуючи нартські стада від загибелі, він переганяє їх у володіння велетня уаїга Алдара Мукари. Зустрівшись з цим велетнем, Сослан вбив його.
Сім років Сослан сватався до красуні Бедухе (за іншим варіантом — Агунде, Азаухан) і кожен раз отримував відмову. Тоді він взяв її силою, вбивши батька Бедоху, але дочка вчинила самогубство. Після її смерті він вирішив одружитися з донькою Хура (сонця) — Ацирухс, яка жила в семиярусному замку Уаїгів і виховувалася там ними. Однак за неї уаїги зажадали у Заслана великий викуп, а головне — дістати листя зростаючого в країні мертвих дерева Аза. Після довгої подорожі Сослан зустрів в країні мертвих Бедоху. Вона випросила у Барастира листя і попередила Заслана, щоб на зворотному шляху він не брав ніяких скарбів. Але Сослан підняв на дорозі шапку і засунув її за пазуху. Це був перетворившийся в шапку Сирдон, який дізнався з розмови Заслана зі своїм конем про таємниці їх смерті. Кінь Заслана гине від стріл, пущених з-під землі чортами, яких підмовив Сирдон, а сам Сослан гине в сутичці з міфічною істотою — Колесом Балсага, яке, після декількох невдалих спроб, перерізає коліна Заслана.
У Заслана був юний друг Арахцау, який допоміг йому оволодіти Агундою.

## Паралелі
Цей сюжет має віддалене схожість з грецьким Ахіллом і німецьким Зігфрідом і, можливо, сходить до загальноєвропейського міфу.